# Ondo (miasto)
Ondo – miasto w południowo-zachodniej Nigerii, w stanie Ondo. Około 266 tys. mieszkańców.